# Igreja das Benditas Almas
A Igreja das Benditas Almas é uma igreja do século XVIII localizada na freguesia da Caveira, concelho de Santa Cruz das Flores, na ilha das Flores, nos Açores.

## História
Distante cinco quilómetros de Santa Cruz das Flores, o então bispo da Diocese de Angra, D. frei Valério do Sacramento, por alvará de 7 de julho de 1757 determinou a anexação do lugar da Caveira à paróquia da Lomba, situação que desagradou ao respetivo pároco, incomodado pela necessidade de atravessar os barrancos da Ribeira da Silva, de tal modo que em pouco tempo, começou a solicitar a separação do lugar. Tendo em conta as dificuldades de comunicação à época, e o desejo de ver resolvida a assistência religiosa à isolada comunidade, em 1767, por iniciativa de José António de Sousa Bettencourt, um proprietário oriundo da ilha Graciosa que se havia fixado no lugar, foi construído um pequeno templo, no local onde existia uma primitiva ermida sob a invocação das Benditas Almas.
O novo templo apresentava modestas dimensões, com 12 metros de comprimento por apenas 4,2 metros de largura. Estando edificado, o então pároco da Lomba, padre José Joaquim de Almeida, solicitou ao soberano a "mercê de erigir a ermida das Benditas Almas em paroquial", o que se veio a materializar-se por Alvará de João VI de Portugal, datado de 19 de dezembro de 1823. Por esse diploma, a nova paróquia das Benditas Almas da Caveira regressava de pleno direito ao concelho de Santa Cruz, desligando-se definitivamente da vizinha freguesia lajense da Lomba. Passava a ter cura próprio, com a sua côngrua, e um tesoureiro.
A agora igreja paroquial das Benditas Almas era então propriedade de João António de Bettencourt, descendente do fundador, e estaria em estado de conservação razoável. Contudo, a sua degradação foi rápida, pois num inventário de 1867, encontra-se descrita como "quasi em estado de ruínas", o que foi confirmado dois anos depois por um relatório do governador civil do distrito da Horta, António José Vieira Santa Rita, que considerava lastimoso o seu estado de conservação.
Desse modo, iniciaram-se ainda em 1867 os trabalhos de extração de pedra para a construção de uma nova igreja, cuja primeira pedra foi lançada a 13 de junho de 1870. A construção foi lenta e dificultosa, recebendo a freguesia donativos da comunidade de emigrantes nos Estados Unidos e de vários notáveis, entre os quais o visconde de Silva Figueira. A inauguração da capela-mor apenas foi conseguida em 11 de setembro de 1880.
Entretanto, desde 11 de agosto de 1835, a junta de paróquia e o pároco tinham solicitado ao vigário capitular da então "sede vacante" da Diocese de Angra a mudança do orago para Nossa Senhora do Livramento, alegando que o dia em que se celebravam as Benditas Almas (2 de novembro) era de ofícios fúnebres e portanto pouco próprio para celebrações.
No verão de 1854, quando da visita pastoral, o então bispo Manuel Afonso de Carvalho procedeu à cerimónia da mudança do orago para Nossa Senhora do Livramento.
O professor Manuel António Ferreira Deusdado, em sua obra "Quadros Açóricos" (1907), no capítulo intitulado "A luz da Caveira", narra uma interessante lenda relativa ao local e à antiga ermida.

## Características
Em meados da década de 1950 apresentava altar único com a imagem de Nossa Senhora do Livramento e, nos nichos laterais, as imagens de Santo Amaro de de Santa Luzia. Em seu espólio destacava-se ainda uma imagem, moderna, do Senhor Bom Jesus.